# Megachile alta
Megachile alta är en biart som beskrevs av Mitchell 1930. Megachile alta ingår i släktet tapetserarbin, och familjen buksamlarbin. Inga underarter finns listade i Catalogue of Life.